# Безуглий Дмитро Петрович
Дмитро́ Петро́вич Безу́глий (нар. 29 грудня 1982 — 30 жовтня 2016) — молодший сержант Збройних сил України, учасник російсько-української війни.

## Життєпис
Народився 1982 року в місті Тальне (Черкаська область). Закінчив 9 класів Тальнівської школи № 1, вище професійне училище — за спеціальністю «шофер-тракторист». Пройшов строкову службу в збройних силах. Демобілізувавшись, працював на цукровому заводі та залізниці. Захоплювався активним відпочинком, також полюванням і риболовлею.
Весною 2016 року підписав контракт на військову службу; молодший сержант, заступник командира бойової машини, навідник-оператор 72-ї окремої механізованої бригади. Воював поблизу Авдіївки та Горлівки.
В ніч з 30 на 31 жовтня 2016-го загинув від кулі снайпера, що поцілила у голову під час боєзіткнення поблизу смт Верхньоторецьке (Ясинуватський район).
3 листопада 2016 року похований у місті Тальне.
Без Дмитра лишились батьки, сестра, дружина з сином, якому Дмитро був вітчимом і цей хлопець його любив, як батька, дві доньки від першого шлюбу.

## Нагороди та вшанування
- указом Президента України № 511/2016 від 19 листопада 2016 року «за особисту мужність і високий професіоналізм, виявлені у захисті державного суверенітету та територіальної цілісності України, вірність військовій присязі» — нагороджений орденом «За мужність» III ступеня (посмертно)[1]
- присвоєно звання «Почесний громадянин Тальнівщини» (рішення сесії Тальнівської районної ради, посмертно)
- 8 грудня 2016 року на Тальнівському меморіалі загиблим землякам під час Революції Гідності та у зоні проведення АТО установлено пам'ятну дошку Дмитру Безуглому; чин освячення пам'ятної дошки та панахиду за загиблими бійцями і померлими волонтерами здійснили відразу три священики Української православної церкви Київського патріархату
- 24 листопада 2017-го у Тальнівському НВК «Загальноосвітня школа І-ІІІ ступенів № 1-гімназія» відкрито та освячено меморіальну дошку Дмитру Безуглому.